# Oksan Seowon
Oksan Seowon est une académie confucianiste (seowon) située dans le village d’Oksan-ri (la montagne de jade) d’Angang-eup dans le Sud-Est de la Corée. Elle a été fondée en 1574 par Yi Je-min, magistrat de Gyeongju, et les lettrés de la région pour servir d’autel et commémorer la mémoire de Yi Eon-jeok (en) (1491-1553). Elle a été désignée site culturel n° 154.
L'académie est inscrite au titre du bien Seowon, académies néo-confucéennes coréennes sur la liste du patrimoine mondial de l'UNESCO en 2019.

## Description
L’académie confucianiste d’Oksan est l’une des 47 seowons qui a échappé à la fermeture ordonnée en 1871 par le régent Daewongun. C’était une institution privée qui avait également un rôle éducatif. Elle regroupe de nombreux bâtiments, notamment l’autel, le hall de lecture, la bibliothèque, un local pour les manuscrits, un autre pour les archives et encore un autre pour les ustensiles de cérémonie, deux dortoirs, cinq portes monumentales et un pavillon abritant une stèle en pierre. En particulier, le hall de lecture était utilisé pour les rassemblements confucianistes qui avaient lieu chaque année pendant le deuxième et le huitième mois. Ce dernier a brulé en 1839 et a été reconstruit en suite, il compte cinq pièces sur le devant et deux par côté.
L’académie se trouve en face de la maison où Yi Eon-Jeok a passé ses vieux jours (Tongnakdang, trésor n° 413) qui reprend la forme typique des maisons des nobles yangbans de l’époque Joseon. Entourée de murs, la partie donnant sur le ruisseau est remplacée par une grille en bois pour permettre de profiter du paysage.

## Bibliothèque
La bibliothèque contient plus de 1000 livres dont certains sont très précieux :
- Recueil d’essais de Yi Eon-jeok (trésor n° 586)
- Recueil des calligraphies coréennes (Haedong myeongjeok, trésor n° 526)
- Liste des candidats ayant réussi le concours des ouvrages classiques (trésor n° 524)
- Les neuf volumes de l’histoire des trois royaumes de Kim Busik (trésor n° 525)

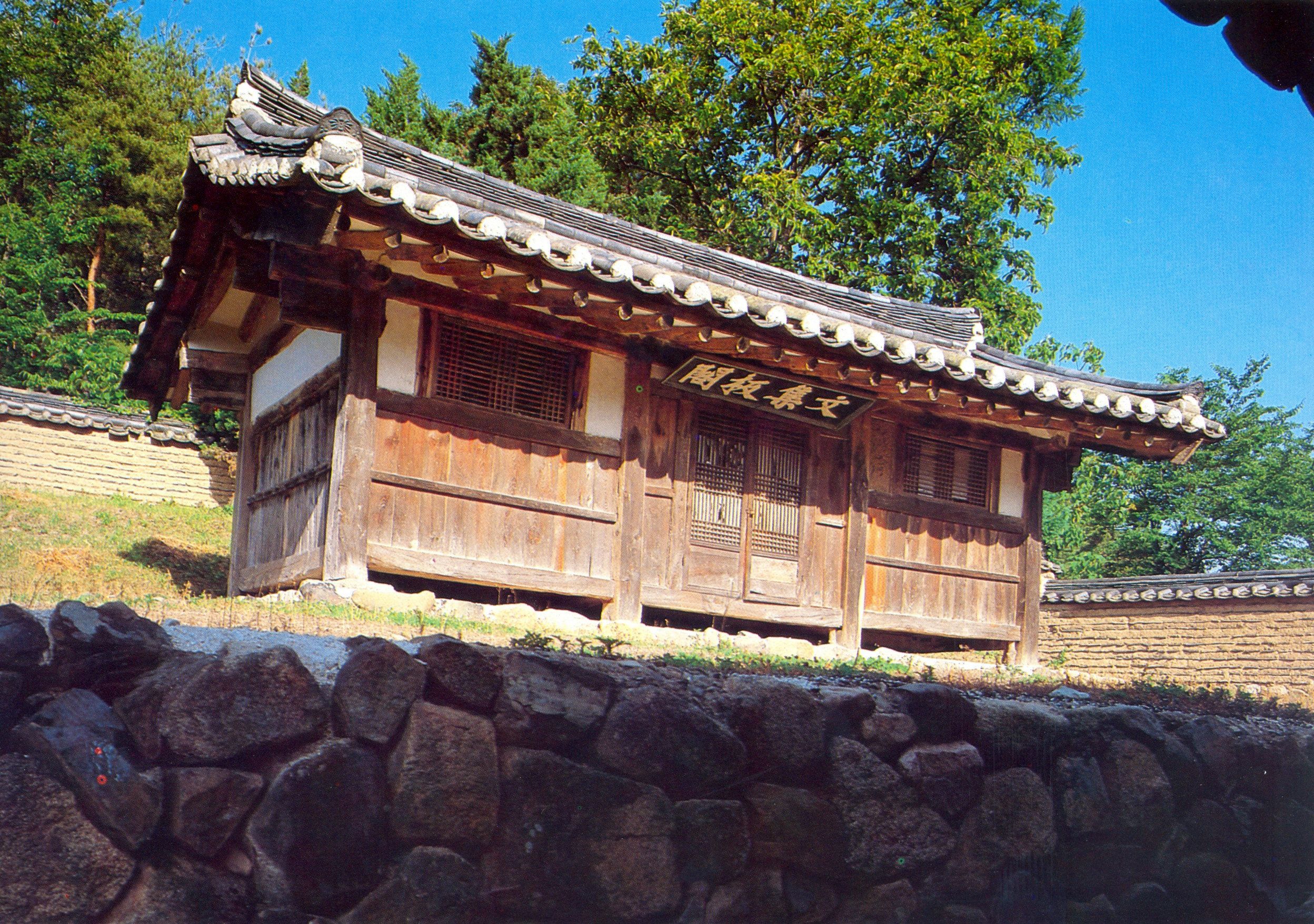
Le local pour les manuscrits
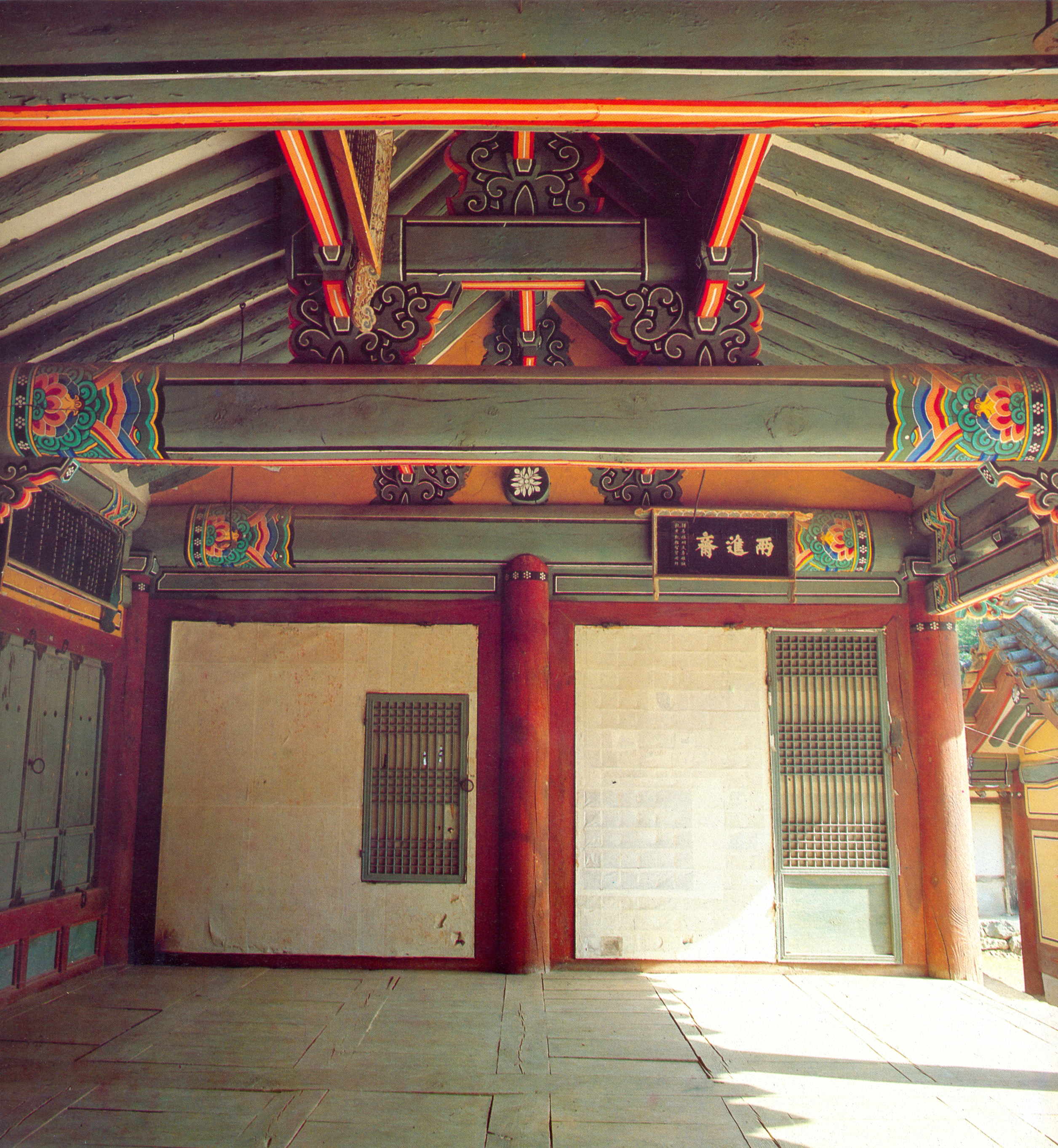
L’intérieur du hall de lecture
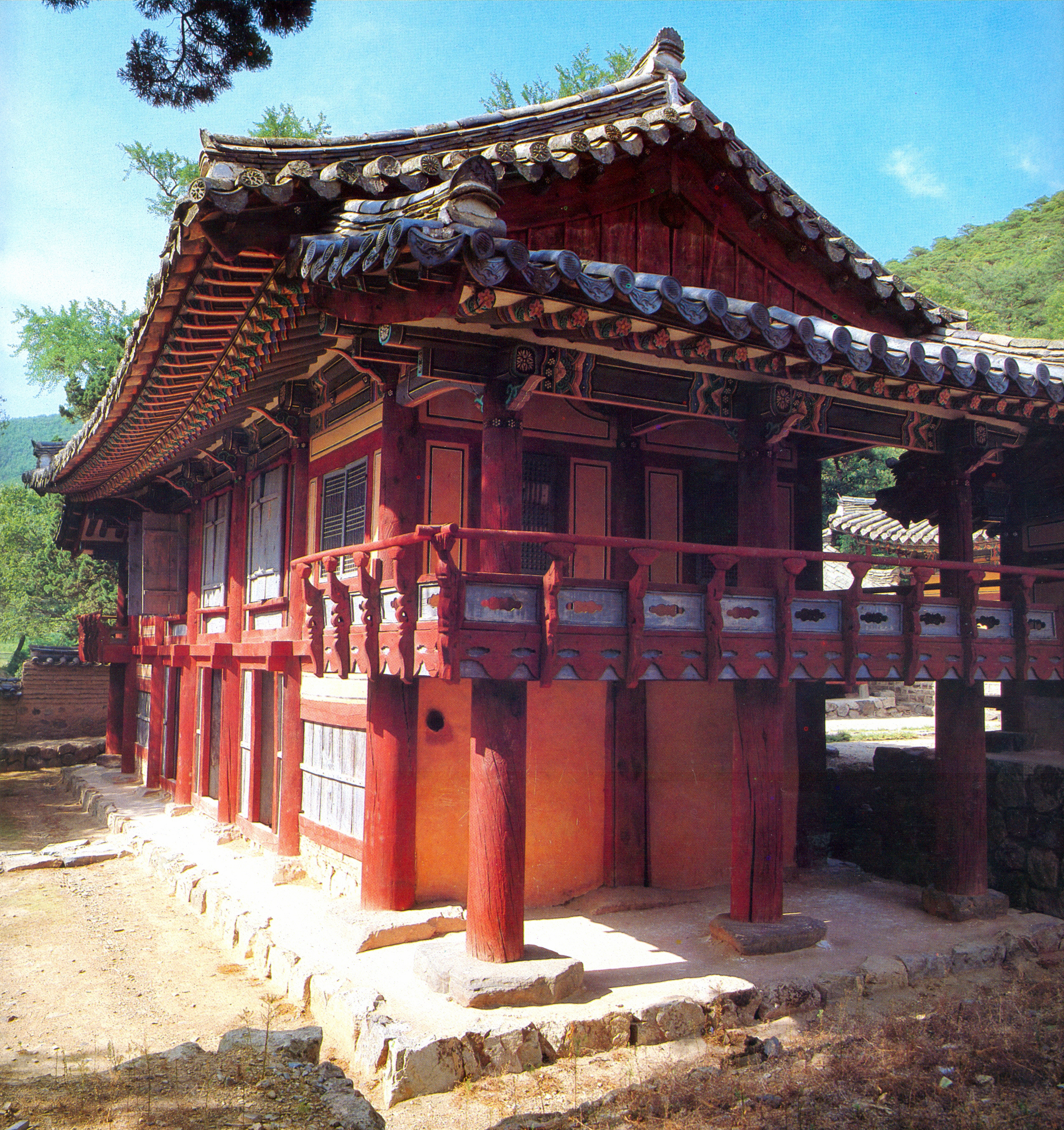
Bâtiment à deux étages
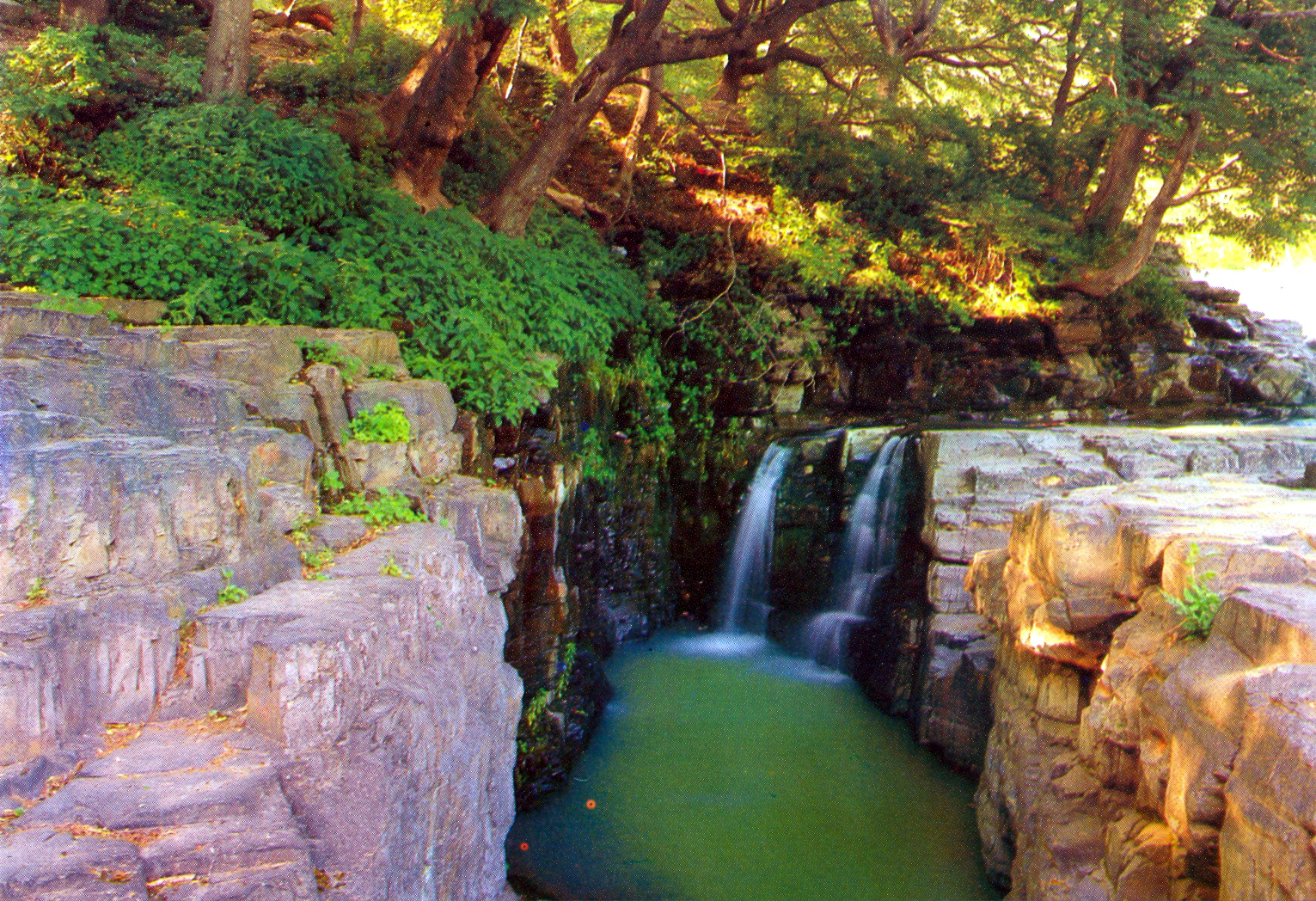
Cascade